# Pronto Watch Co.

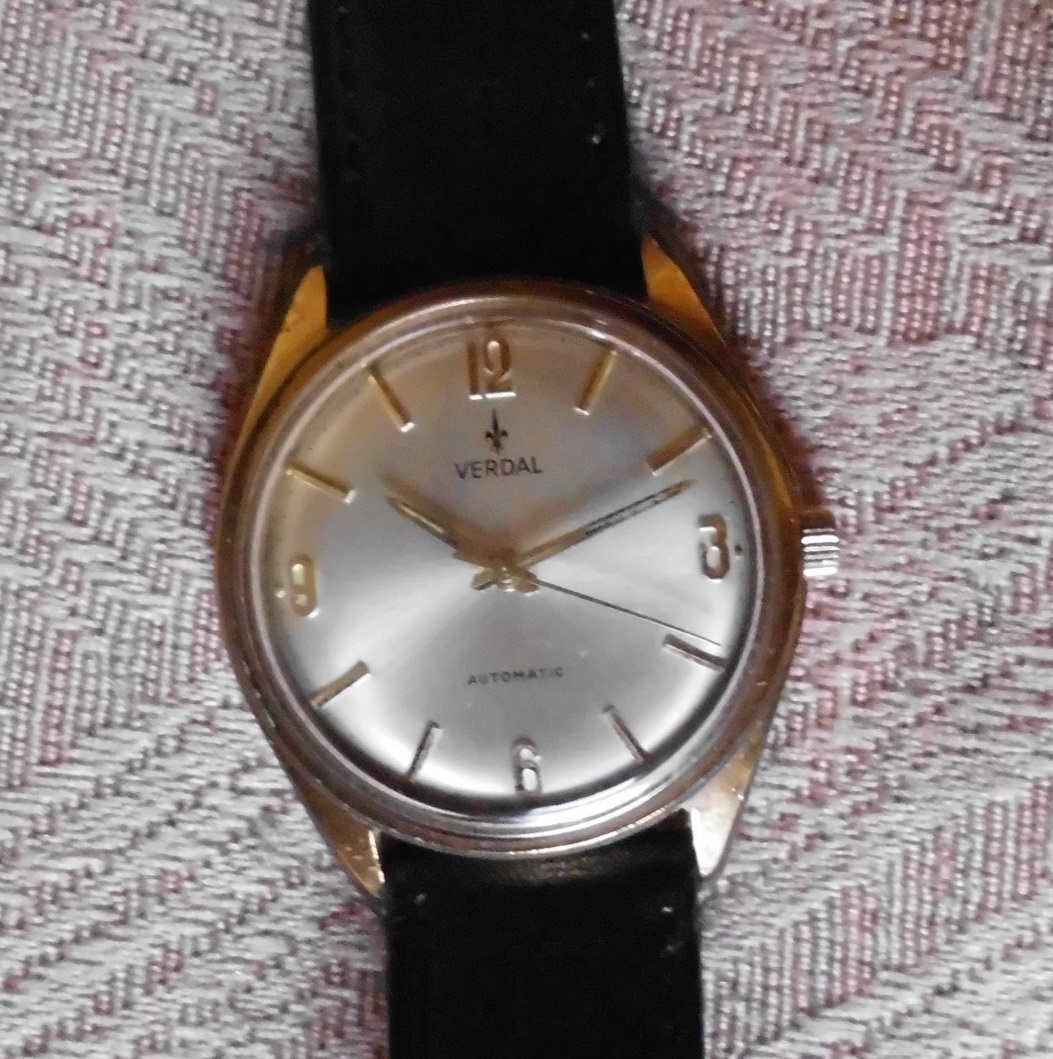
Een Verdal uit 1965.

Pronto Watch Co. is een Zwitsers uurwerkmaker, die aanvankelijk was gevestigd in Le Noirmont in het kanton Jura. Heden situeert het zich in Meyrin, als onderdeel van een holding.
Sinds midden de 19e eeuw was Noirmont bekend voor zijn uurwerkmakers. De plaats waar Léon Maître in 1890 het initiatief nam om zelf een bedrijf op te richten. Een onderneming die in de loop van de jaren enkele naamsveranderingen aannam maar toch telkens verwees naar Maître. Pas na de eeuwwisseling werd de naam Pronto gebruikt en gedeponeerd. Ondertussen was er in 1896 een tweede vestiging in Langenthal geopend. De horlogerie bleef toch in handen van de familie Maître, zoals door Robert Maître (1922-2002) die gedurende enkele decennia de leiding had in Maître Frères - Pronto Watch.

## Modellen
Alinex, Fleur de Lys, Alveol (1910), Chieftest, Dixor Gentleman, Orient Star (1961), Polydate, Prontex, Scopic, Seaflagg, Skiff, Sportal, Sprinter, Submersible, Thinline, Tropic-Master, Tropic-Safe, Tropic-Star, (1954), Vampire (1953), Verdal (in België) en Vito-Jest, Voxal. Het Type Tour de France vormde het tegengewicht voor het merk Pontiac, dat in 1951 populair werd na de val van Wim van Est tijdens de Ronde van Frankrijk.
De merknamen Verdal en Pronto werd soms gezamenlijk gebruikt, maar ook afzonderlijk. Maar telkens met het logo van de Fleur-de-lys of de Franse lelie, zoals ook een model uit de beginperiode werd genoemd.

## Overname
Die familiale zelfstandigheid hield op te bestaan in 2000, toen het werd overgenomen door de holding Stelux Holdings International Ltd. Stelux met zetel in Hongkong verkoopt uurwerken onder de merknamen Solvil et Titus, CYMA, ellesse, Seiko en Pronto.